# Zwedru
Zwedru é uma cidade e capital do Condado de Grand Gedeh, um dos 15 condados da Libéria, na região sudeste do país. A cidade é uma fortaleza da tribo Krahn. 